# روجي لوفيسك
روجي لوفيسك (بالإنجليزية: Roger Levesque)‏ (22 يناير 1981 ببورتلاند في الولايات المتحدة - ) هو لاعب كرة قدم أمريكي في مركز الوسط. لعب مع سان خوسيه إيرثكويكس وسياتل ساوندرز وSeattle Sounders (1994–2008) ‏.

## وصلات خارجية
- روجي لوفيسك على موقع الدوري الأمريكي (الإنجليزية)
- روجي لوفيسك على موقع قاعدة بيانات كرة القدم.إي يو (الإنجليزية)